# لين سميث (لاعب كرة قدم أمريكية)
لين سميث (بالإنجليزية: Len Smith)‏ هو لاعب كرة قدم أمريكية أمريكي، ولد في 14 ديسمبر 1896 في أوشكوش في الولايات المتحدة، وتوفي في 14 أبريل 1944.

## وصلات خارجية
- لين سميث على موقع مرجع كرة القدم المحترفة.كوم (الإنجليزية)